# Ашраф Фаяд
Ашраф Фаяд (на арабски: اشرف فياض) е саудитски художник и поет от палестински произход.

## Биография
Роден е през 1980 г. в Саудитска Арабия. Организатор и куратор е на множество изложби показващи саудитското изкуство в Европа и Саудитска Арабия. Член е на английско-саудитската арт организация „Ръбът на Арабия“. Куратор е на изложби в Джеда и на биеналето във Венеция. С Крис Диркън, директор на „Тейт Модърн“ води преговори за бъдещи изложби в Лондон.
През август 2013 г. е задържан в Абха след спор с друг художник по време на футболна среща в кафене. Обвинен е в това, че кълне пророка Мохамед, Аллах и Саудитска Арабия. Освободен е под гаранция. Арестуван е отново на 1 януари 2014 г. по обвинение, че през 2008 г. в стихосбирката си „Инструкция отвътре“ разпространява атеизъм и деструктивни идеи в обществото. Осъден е на четири години затвор и 800 удара с камшик. На 17 ноември 2015 г. по препоръка на апелативния съд е осъден на смърт чрез обесване.
Международният ПЕН клуб и Международната асоциация на художествените критици започват петиция за освобождаването му. 14 януари 2016 г. е обявен за ден за солидарност с Ашраф Фаяд.